# Ленинградский государственный институт журналистики имени В. В. Воровского
Ленинградский государственный институт журналистики имени В. В. Воровского НАРКОМПРОСА РСФСР (1930—1941) был образован по постановлению Ленинградского областного комитета ВКП(б) от 29 января 1930 года. Тогда же ему было присвоено имя советского дипломата польского происхождения Вацлава Вацлавовича Воровского (1871—1923).

## Общие сведения
Перед институтом была поставлена задачи подготовки:
- журналистов,
- редакторов,
- радиожурналистов,
- издателей.

В июне 1931 года институт был переименован в Коммунистический институт журналистики им. В. В. Воровского (КИЖ). Включая его, в 1930-е годы в СССР было создано 6 КИЖей: в Ленинграде, Минске, Харькове, Алма-Ате, Свердловске и Куйбышеве.
В апреле 1940 года институту было возвращено его прежнее название.
Упразднён 28 августа 1941 года.
В том же году библиотека института (вместе с библиотеками Коммунистического педагогического института имени Н. К. Крупской, частью библиотеки Института народов Крайнего Севера, Второго педагогического института иностранных языков и библиотекой Ленинградского педагогического института им. М. Н. Покровского) была передана ЛГПИ (ныне РГПУ им. А. И. Герцена).

## Известные выпускники
- См. Категория:Выпускники Ленинградского государственного института журналистики имени Воровского